# 日本の企業一覧 (陸運)
日本の企業一覧(陸運)（にほんのきぎょういちらん りくうん）は、陸運事業を主たる業務とする日本の企業の一覧である。

## 貨物自動車

### ア行
- アーク引越センター
- アート引越センター（東証1・9030）
  - アートバンライン
- 愛知陸運
- アイ引越センター
- 全国赤帽軽自動車運送協同組合連合会（赤帽）
- アキタ（旧・秋田運輸）
- アサヒ物流
- アサヒロジ
- アサヒロジスティクス
- AZ-COM丸和ホールディングス（東証プライム・9090）
  - 丸和運輸機関
- アルプス物流（東証プライム・9055）
- 安房運輸
- イオンフードサプライ
- 井阪運輸
- 一宮運輸
  - 伊予商運
- イナミコーポレーション
- イナリク
- イワタ輸送センター
- ウェルカム・バスケット
- 宇和島自動車運送
- エコ配
- SGホールディングス（東証プライム・9143）
  - 佐川急便
  - C&Fロジホールディングス（東証プライム・9099）
    - 名糖運輸（東証1・9047）
    - ヒューテックノオリン（東証2・9056）
- エス・ディ・ロジ
- SBSホールディングス（東証プライム・2384）
  - SBSロジコム（旧・ティーエルロジコム）
  - SBSフレック（旧・雪印物流 / フーズレック）
- エスケーサービス
- エスライングループ本社（東証スタンダード・9078）
  - エスラインギフ
  - エスライン九州
- F-LINE（旧・味の素物流）
- 遠州トラック（東証スタンダード・9057）
- 王子物流
- 大阪岡崎運輸
- 大友運送
- オーワ (愛知県)
- オカゼン
- 岡山県貨物運送（東証スタンダード・9063）
- 沖縄岡崎運輸
- オレンジライン (企業)

### カ行
- カトーレック
- カリツー
- カンダホールディングス（旧・カンダコーポレーション）（東証スタンダード・9059）
  - カンダコーポレーション
- 紀文フレッシュシステム
- 共栄運輸
- 共進運輸
- 京極運輸商事（東証スタンダード・9073）
- 共立トランスポート
- キリングループロジスティクス（旧・キリン物流）
- 熊谷通運
- 久留米運送
- 京王運輸
- 軽急便
- ケイヒン配送
- 合通
  - 合通カシロジ（旧・近畿合通）
- 鴻池運輸（東証プライム・9025）
  - 九州産交運輸
- 五健堂

### サ行
- サカイ引越センター（東証プライム・9039）
- 札樽自動車運輸
- サッポログループ物流
- 山九（東証プライム・9065）
  - スリーエス・サンキュウ
- 山陽自動車運送
- シーエックスカーゴ
- ジェイアール東海物流
- ジェイアール西日本マルニックス
- ジェイアール東日本物流
- シズナイロゴス
- JAえひめ物流
- 篠崎運送倉庫
- 篠崎運輸
- ジャパンカーゴ
- 昌栄高速運輸
- シンクラン
- 信州名鉄運輸
- スーパーカーゴ
- ゼイ・アール
- セイノーホールディングス（東証プライム・9076）
  - 西濃運輸
  - 東北西濃運輸
  - 四国西濃運輸
  - 丹後西濃運輸
  - 日ノ丸西濃運輸
  - セイノースーパーエクスプレス（旧・西武運輸）
- 西部運輸
- 西武通運
- セガ・ロジスティクスサービス
- ゼロ（旧・日産陸送）（東証スタンダード・9028）
- センコーグループホールディングス（東証プライム・9069）
  - センコー
  - 大阪センコー運輸
  - 東京納品代行
  - ランテック
  - アクロストランスポート
- センコン物流（東証スタンダード・9051）

### タ行
- タカスイグループ
- 第一貨物
- ダイオーロジスティクス
  - ダイオーエクスプレス
- 大興運輸
- ダイコー物流
- ダイコー商運
- ダイセーロジスティクス
- 大日運輸
- 大宝運輸 (名証メイン・9040)
- ダイワ運輸
- 大和物流
- たかだ引越センター
- タカセ(東証スタンダード・9087)
- 多摩運送
- 多摩流通
- 中越運送
  - 中越通運(傘下会社)
- 中央運輸(JASDAQ・9053)
- 辻本運輸
- デイリートランスポート
- 戸田物流
- 東海輸送
- 東電物流
- 東部運送
- 東武運輸
- 東武デリバリー
- 東部ネットワーク(東証スタンダード・9036)
- 栃南通運
- トヨタ輸送

### ナ行
- 永井運輸
- ナチロジスティクス
- 浪速運送
- 奈良運送
- 奈良郵便輸送
- 南総通運（東証スタンダード・9034）
- 新潟運輸
- 西多摩運送
- 日軽物流
- 日興運送
- 日商
- 日本貨物 (鹿児島市)
- ニッコンホールディングス(東証プライム・9072)
  - 日本梱包運輸倉庫
- 日鉄物流八幡（旧・日鉄住金物流八幡 ← 日鐵物流八幡 ← 日鐵運輸）
- 日本植物運輸
- 日本製紙ロジスティクス
  - 日本製紙物流
  - 旭新運輸
  - 南光運輸
- NIPPON EXPRESSホールディングス（東証プライム・9147）
  - 日本通運（東証1・9062）
  - 日本クーリエサービス
  - NX東北トラック
  - NX仙台塩竈港運
  - NX境港海陸
  - NX備通
  - NX徳通
  - NX北旺運輸
- 日本馬匹輸送自動車
- 日本ロジテム（東証スタンダード・9060）
- 日本郵政
  - 日本郵便
    - 日本郵便輸送
    - JPロジスティクス（旧・フットワークエクスプレス→トールエクスプレスジャパン）
    - トナミホールディングス（東証プライム・9070）
      - トナミ運輸
- ニヤクコーポレーション
- New松本引越センター

### ハ行
- ハウス物流サービス
- 博運社
- ハマキョウレックス（東証プライム・9037）
  - 近物レックス
  - HMKロジサービス
- パルライン
- 原田運輸
- ビーイングホールディングス（東証スタンダード・9145）
- ヒガシトゥエンティワン（東証スタンダード・9029）
- 東日本産業輸送　牽引自動車　特殊車両
- 日立物流（東証プライム・9086）
  - バンテック（旧・バンテック・グループ・ホールディングス / バンテック / バンテックワールドトランスポート）
- 引越社
- 日生運輸
- HINODE&SONS
  - 日の出運輸
  - フィッタ ジャパン ロジスティカ
- 福岡運輸
- 福山通運（東証プライム・9075）
  - 王子運送
- 不二運輸
- フジトランスポート
- 富士物流（東証2・9061）
- ベストライン
- ベストランス
- 北王流通
- 北陸トラック運送
- ホンダロジスティクス

### マ行
- 松岡満運輸
- 丸栄運輸
- 丸菱運輸
- 松本引越センター
- マリネックス
- 丸運（東証スタンダード・9067）
- 丸全昭和運輸（東証プライム・9068）
- 三重執鬼
- 三菱ケミカル物流
- 三八五流通
- 水沢陸送
- 南日本運輸倉庫
- ムービング
- 武蔵通商
- 名正運輸
- 名鉄NX運輸（名証メイン・9077）
  - 九州名鉄運輸
  - 四国名鉄運輸
  - 北陸名鉄運輸
  - 名鉄急配
- 森実運輸

### ヤ行
- ヤクシン運輸
- ヤマトホールディングス（東証プライム・9064）
  - ヤマト運輸
  - ボックスチャーター
  - ヤマトボックスチャーター
  - ヤマトマルチチャーター
  - 神戸ヤマト運輸
- ユートランス
- 山口運送_(兵庫県)

### ラ行
- ライフサポート・エガワ
- ランドキャリー
- 流通サービス
- ロードリーム
- ロードリームジャパン
- ロジネットジャパン（札証・9027）
  - 札幌通運
  - 中央通運
  - ロジネットジャパン東日本
  - ロジネットジャパン西日本
- 浜田運送
- 両備運輸→両備ホールディングス
- ロジパルエクスプレス

### ワ行
- 和協

## タクシー・ハイヤー

### ア行
- 愛知つばめ交通
- 会津タクシー
- 秋田中央トランスポート
- 飛鳥交通
- あんしんネットあいち
- あんしんネットなごや
- あんしんネット21
- イースタンモータース
- MKタクシー
- 岡山交通
- 岡山タクシー

### カ行
- グリーンキャブ
- 国際自動車

### サ行
- 三和交通 (神奈川県)

### タ行
- 第一交通産業(福証・9035)
- 大和自動車交通(東証スタンダード・9082)
- 知多つばめタクシー
- 中央交通 (愛知県)
- つばめ自動車
- 帝都自動車交通
- 東武鉄道グループ
  - 朝日自動車グループ

### ナ行
- 永井運輸
- 日本交通 (東京都)
- 日本交通 (大阪府)
- 日本交通 (福知山市)
- 日本交通 (島根県)

### ハ行
- ハロー・トーキョー（東京都）
- 日立自動車交通
- 日の丸自動車 (岐阜県)
- 北海道交運グループ

### マ行
- 宮園自動車
- 名鉄交通
- 名鉄東部交通

### ヤ行
- 四日市つばめ交通
- ライオン交通

## バス

### 乗合バス
- 北海道の乗合バス事業者
- 東北地方の乗合バス事業者
- 関東地方の乗合バス事業者
- 中部地方の乗合バス事業者
- 近畿地方の乗合バス事業者
- 中国地方の乗合バス事業者
- 四国地方の乗合バス事業者
- 九州地方の乗合バス事業者

### 貸切バス
- 北海道の貸切バス事業者
- 東北地方の貸切バス事業者
- 関東地方の貸切バス事業者
- 中部地方の貸切バス事業者
- 近畿地方の貸切バス事業者
- 中国地方の貸切バス事業者
- 四国地方の貸切バス事業者
- 九州地方の貸切バス事業者

## 鉄道
- 日本の鉄道事業者一覧に転載。

## その他
- 日本石油輸送（東証スタンダード・9074）
- メディアサポート (愛知県)(GSオーディナリー・9026)